# Терпсихори (шхуна)
«Терпсихори» (греч.Τερψιχόρη) — шхуна, торговое судно с греческого острова Идра и один из самых известных кораблей революционного флота Греции. Принадлежал Эммануилу Томбазису. Как и другие греческие торговые суда предреволюционного периода имело несколько пушек для обороны от берберийских (см. алжирских, тунисских) пиратов. Французский художник Antoine Roux запечатлел «Терпсихори» на своей картине, после захода шхуны в Марсель.

## Греческая революция
С началом Греческой революции, кроме имевшихся пушек, судно получило дополнительно несколько 12-фунтовых пушек и одну 48-фунтовую пушку на баке.
Корабль принял участие в ряде морских сражений. За свою деятельность корабль получил от турок прозвище «шейтан-гемиши» (дьявольский корабль).
Имя шхуны стало упоминаться чаще после того как её владелец и капитан М.Томбазис был послан на Крит возглавить военные действия, после неудавшейся миссии российского офицера и дипломата, рождённого в Нижнем Новгороде, грека Михаила Афендулиева. Томбазис вышел из Навплиона к Криту 18 мая 1823 года. Кроме «Терпсихори» в возглавляемую им группу вооружённых торговых судов входили ещё 4 корабля, гружённых боеприпасами для критских повстанцев. На борту кораблей было также 1200 добровольцев с материковой и островной Греции с 15 пушками, из которых 8 были даром греческой семьи из России Каллергисов. Командование «артиллерией» Томбазис поручил британскому морскому офицеру и филэллину Франку Хэстингсу.
Томбазиса руководил военными действиями на Крите до конца 1824 года. Весь этот период «Терпсихори» также действовала на Крите.
Впоследствии «Терпсихори» упоминается в рейде греческого флота на Метони 30 апреля 1825 года.

## После революции
После воссоздания Греческого государства «Терпсихори» осталась в составе военно-морского флота Греции. В декабре 1833 года, под командованием капитана Г.Дзеписа, преследуя пиратов в архипелаге Северные Спорады, корабль сел на мель в заливе Кира Панагиа. Капитан был судим, но оправдан Военным советом. Судьба корабля неизвестна, но после 1833 года «Терпсихори» не числится в составе флота.

## Наследники
- Миноносец «Терпсихори». Вошёл в состав флота в 1881 году. Был переименован в Миноносец-2.